# HD 231701 b
HD 231701 b (بالإنجليزية: HD 231701 b)‏ الذي يرمز له بالرمز HD 231701b، هو كوكب خارج المجموعة الشمسية، في كوكبة السهم، يتبع HD 231701 ‏.

## الاكتشاف
اكتشف في 10 أبريل 2007، وكانت طريقة الاكتشاف سرعة شعاعية.